# Резолюція Ради Безпеки ООН
Резолюція Ради Безпеки ООН — офіційний документ, який приймається п'ятнадцятьма членами Ради Безпеки ООН, одного з головних органів Організації Об'єднаних Націй. Приймається шляхом голосування членів Ради Безпеки. Резолюція приймається за умови, що за неї віддано не менше 9 голосів (з 15 членів Ради) і при цьому жоден з постійних членів Ради Безпеки (Велика Британія, КНР, Росія, США та Франція) не проголосував проти.
Резолюції РБ ООН можуть стосуватися поточної діяльності ООН (наприклад, вибори членів Міжнародного Суду), але частіше приймаються в рамках роботи РБ щодо забезпечення мирного вирішення міжнародних суперечок, усунення загроз міжнародному миру і безпеці. Резолюцією РБ можуть вводитися санкції, спрямовані на відновлення миру і безпеки. Зокрема, резолюцією можуть вирішуватися військові заходи проти держави-порушника, засновуватися міжнародні трибунали, затверджуватися мандати миротворчих сил, накладатися обмежувальні заходи (заморожування активів, заборону поїздок) на окремих осіб.
Відповідно до Статуту ООН, члени Організації погоджуються підкорятися рішенням Ради Безпеки і виконувати їх.

## Список резолюцій РБ ООН
Резолюції 1946 року:
- Резолюція Ради Безпеки ООН 2
- Резолюція Ради Безпеки ООН 3
- Резолюція Ради Безпеки ООН 4
- Резолюція Ради Безпеки ООН 5
- Резолюція Ради Безпеки ООН 6
- Резолюція Ради Безпеки ООН 7
- Резолюція Ради Безпеки ООН 8
- Резолюція Ради Безпеки ООН 9
- Резолюція Ради Безпеки ООН 10
- Резолюція Ради Безпеки ООН 11
- Резолюція Ради Безпеки ООН 12
- Резолюція Ради Безпеки ООН 13
- Резолюція Ради Безпеки ООН 14
- Резолюція Ради Безпеки ООН 15

Резолюції 1947 року:
- Резолюція Ради Безпеки ООН 16
- Резолюція Ради Безпеки ООН 17
- Резолюція Ради Безпеки ООН 18
- Резолюція Ради Безпеки ООН 19
- Резолюція Ради Безпеки ООН 20

Резолюції 1948 року:
- Резолюція Ради Безпеки ООН 42

Резолюції 1955 року:
- Резолюція Ради Безпеки ООН 109

Резолюції 1956 року:
- Резолюція Ради Безпеки ООН 120

Резолюції 1960 року:
- Резолюція Ради Безпеки ООН 155

Резолюції 1964 року:
- Резолюція Ради Безпеки ООН 187

Резолюції 1967 року:
- Резолюція Ради Безпеки ООН 242

Резолюції 1971 року:
- Резолюція Ради Безпеки ООН 297

Резолюції 1980 року:
- Резолюція Ради Безпеки ООН 478

Резолюції 1996 року:
- Резолюція Ради Безпеки ООН 1040

Резолюції 2000 року:
- Резолюція Ради Безпеки ООН 1325 «Жінки, мир, безпека»

Резолюції 2006 року:
- Резолюція Ради Безпеки ООН 1737

Резолюції 2008 року:
- Резолюція Ради Безпеки ООН 1838

Резолюції 2011 року:
- Резолюція Ради Безпеки ООН 1970
- Резолюція Ради Безпеки ООН 1973
- Резолюція Ради Безпеки ООН 1974

Резолюції 2014 року:
- Резолюція Ради Безпеки ООН 2166 — за притягнення до відповідальності осіб, винних у збитті Boeing 777 біля Донецька та забезпечення всебічного співробітництва всіх держав у рамках зусиль по встановленню відповідальних.
- Резолюція Ради Безпеки ООН 2178

Резолюції 2015 року:
- Резолюція Ради Безпеки ООН 2231

Резолюції 2016 року:
- Резолюція Ради Безпеки ООН 2334

Резолюції 2018 року:
- Резолюція Ради Безпеки ООН 2401

Резолюції 2022 року:
- Резолюція Ради Безпеки ООН 2623 — за скликання спеціальної Генеральної Асамблеї щодо України та скликання екстреної наради щодо російського вторгнення в Україну

Резолюції 2025 року:
- Резолюція Ради Безпеки ООН 2774 (англ.)